# Jean Tinguely
Jean Tinguely (Friburgo, 22 maggio 1925 – Berna, 30 agosto 1991) è stato uno scultore svizzero.

## Biografia

### Infanzia e adolescenza
Il padre di Jean Tinguely si chiamava Charles Célestin Tinguely, la madre Jeanne-Louise Ruffieux. Pochi mesi dopo la nascita di Jean, la famiglia intera si trasferisce a Basilea, dove il padre lavora e dove Tinguely frequenterà le scuole. Negli anni successivi Tinguely dichiarerà verso la città di Basilea un particolare amore. Come egli stesso racconta, fin dall'adolescenza ama rifugiarsi nei boschi per dare sfogo ai propri sogni: costruisce piccole macchine di legno che si mettono in movimento utilizzando l'energia dell'acqua dei torrenti e si diverte nell'immaginare lo stupore di un escursionista che le scopra.
Nel 1940, iniziata da poco la Seconda guerra mondiale, subisce l'esperienza di un violento bombardamento, causato dal fatto che Basilea si trova a cavallo del confine con la Germania. Poco dopo, avendo appreso che le truppe italiane si apprestano ad invadere il territorio greco, tenta di partire, come volontario, in aiuto degli aggrediti. Essendo appena sedicenne, viene fermato alla frontiera e riaffidato ai genitori.
In questo periodo inizia il suo apprendistato come decoratore di vetrine, ma due anni dopo viene licenziato per la sua irrequietezza. Alla fine del 1944 inizia a lavorare come artigiano autonomo. Anche in questa veste non rinuncia a suscitare scalpore con le sue iniziative anticonformiste.
Intanto frequenta corsi professionali incentrati su pittura e disegno ed entra in contatto con le opere di Schwitters, Klee, e con gli artisti del Bauhaus. Legge testi socialisti e anarchici, incontra rifugiati politici, assume un atteggiamento di violenta ripulsa verso ogni forma di dittatura.

### L'inizio dell'attività artistica
Fra il 1945 e il 1950 si interessa in modo sempre più approfondito all'arte d'avanguardia. Per alcuni periodi vive e lavora a Zurigo. Inizia a dipingere opere astratte e si dedica poi alla creazione di sculture con parti metalliche, legno e carta. Il 10 maggio 1951 sposa Eva Aeppli, conosciuta durante i corsi a Basilea. Il 27 gennaio 1950 era nata la loro prima figlia, Miriam. Nel 1952 la coppia va a vivere a Parigi, in un albergo dove Tinguely installa un'esposizione permanente di suoi lavori, utilizzando un locale in disuso.
Nel 1954 presso la galleria Arnaud di Parigi viene inaugurata la sua prima mostra. In questo periodo le sue opere sono sculture di piccole dimensioni realizzate con filo metallico. Sperimenta la possibilità di mettere in movimento gli elementi delle sue opere grazie a un motore elettrico. All'inizio del 1955 si trasferisce con la moglie in un atelier nell'Impasse Ronsin. Come vicini hanno Constantin Brancusi e altri artisti. In questo periodo Tinguely stringe amicizia con vari artisti d'avanguardia e inizia a realizzare sculture, che producono effetti sonori. Nel 1956 incontra Niki de Saint Phalle, giovane artista figlia di un banchiere francese. Nel 1960 la donna si trasferirà nell'Impasse Ronsin e nel 1971 diventerà la sua seconda moglie.
Tinguely dichiarò di essere un artista del movimento, che aveva introdotto nella sua arte poiché non riusciva a portare a termine i propri dipinti.

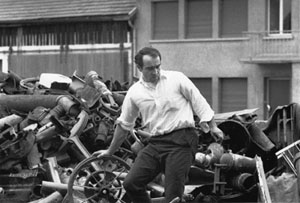
Tinguely nel 1963, ritratto da Erling Mandelmann

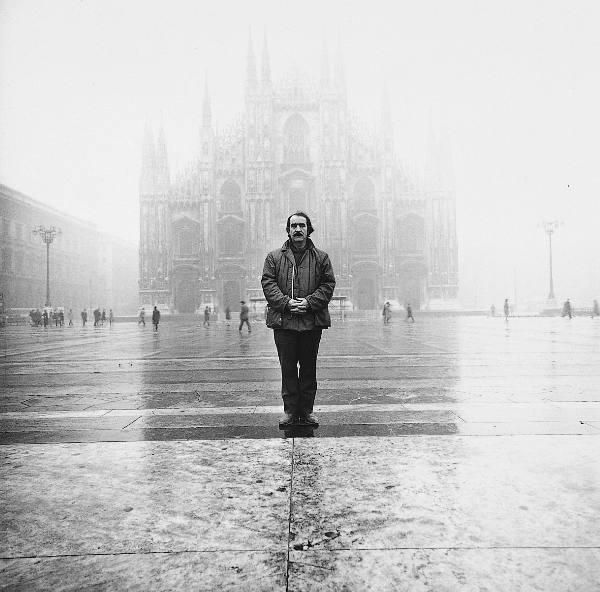
Jean Tinguely ritratto da Lothar Wolleh, 1968

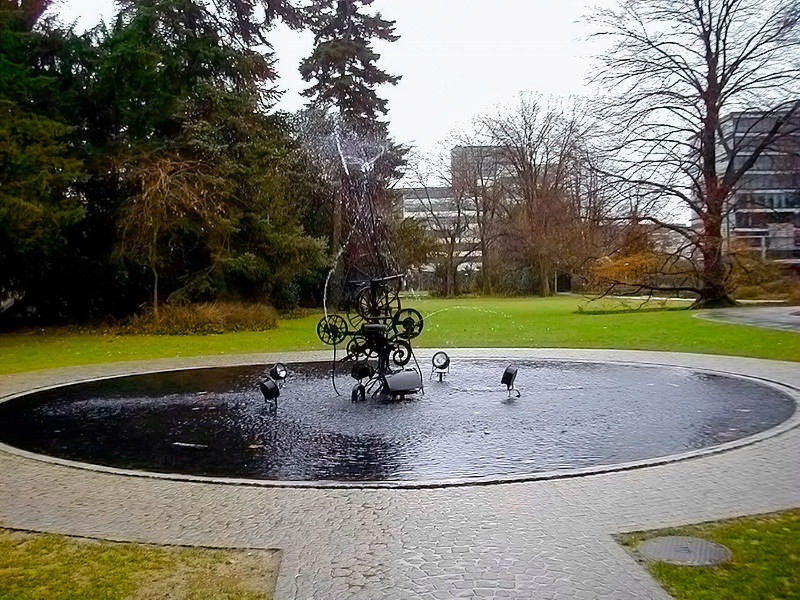
La fontana di Tinguely di fronte al Museo Tinguely di Basilea

### Il successo
Nel 1958 nella galleria Iris Clert di Parigi Tinguely mette in mostra l'opera Mes étoiles, concert pour sept peintures e realizza con l'amico Yves Klein la mostra Vitesse pure et stabilité monochrome. Subito dopo espone alla Biennale di Parigi e conquista una buona notorietà in Germania, Gran Bretagna e Stati Uniti. Nel giardino del Museo d'Arte Moderna di New York realizza il suo Homage to New York, un'azione provocatoria basata su una macchina-scultura, che si autodistrugge (marzo 1960). In questo periodo il critico Pierre Restany conia l'espressione "Nouveau Réalisme" per indicare l'utilizzo, nella creazione dell'opera d'arte, di oggetti di uso quotidiano ai quali si attribuisce una nuova funzione estetica. Precursore del Nouveau Réalisme è Marcel Duchamp.

#### Il Manifesto del nuovo realismo
Il 27 ottobre 1960 a Parigi, alcuni artisti si riuniscono nell'abitazione di Yves Klein e, riconoscendosi nell'espressione introdotta da Restany, sottoscrivono il "Manifesto del nuovo realismo". Tinguely fa parte di questo gruppo e condivide l'intenzione di trovare "nuovi approcci percettivi al reale". Ormai è chiaro il rifiuto, da parte sua, della funzione celebrativa della scultura, così come appare evidente il riferimento alle opere dello statunitense Alexander Calder e dell'italiano Bruno Munari. La fama di Tinguely si consolida e nel 1961 egli partecipa ad importanti mostre di arte cinetica ad Amsterdam, a Stoccolma e a Copenaghen. 
Nello stesso anno, grazie a Marcel Duchamp, Tinguely e la moglie conoscono Salvador Dalí. Nel mese di agosto essi prendono parte alle celebrazioni in onore dell'artista spagnolo e realizzano un toro in grandezza naturale, che esplode producendo fuochi d'artificio durante una festa nell'arena di Figueras. Nel mese di marzo 1962 l'emittente televisiva NBC realizza un documentario sulle opere di Tinguely. Durante l'anno egli espone per la prima volta una fontana-scultura. 

#### Le macchine gigantesche
Nel 1963 costruisce Hannibal I , la prima delle sue macchine gigantesche, alcune delle quali sono oggi visibili nei musei a lui dedicati, che si trovano a Basilea e Friburgo. Negli anni successivi Tinguely partecipa a manifestazioni artistiche che si realizzano a Tokyo, Losanna, Houston, San Paolo, Stoccolma.
Nel 1967 prepara due importanti lavori per l'Esposizione Universale di Montréal: Requiem pour une feuille morte, che viene esposto nel padiglione svizzero, e Le paradis fantastique (in collaborazione con Niki de Saint Phalle), per il padiglione francese. Nel 1968 si trasferisce a Neyruz, nel Cantone di Friburgo e, insieme all'amico Bernhard Luginbühl, elabora il progetto del "Gigantoleum", un'opera immensa che dovrebbe riunire ogni forma di espressione artistica e contenere inoltre, al suo interno, un teatro, un ristorante, un cinematografo. Nessun mecenate si dichiara disposto a finanziare il progetto e Tinguely ripiega allora sul "Cyclop", un progetto comunque ambizioso, che richiederà quindici anni per essere realizzato e la collaborazione di artisti legati ai principali movimenti di avanguardia. Quest'opera sarà inaugurata solo nel 1994 (tre anni dopo la morte di Tinguely), a Milly-la-Forêt, non lontano da Parigi, dal presidente della repubblica francese François Mitterrand. 
Nel 1970 organizza di fronte al Duomo di Milano una manifestazione, basata su una "scultura pirotecnica", per festeggiare il decimo anniversario della nascita del Nuovo Realismo. Nello stesso anno una grande esposizione di sue opere è organizzata presso il Centre National d'Art Contemporaine di Parigi.